# 셀릭 퍼시 아모일즈
셀릭 퍼시 아모일즈(영어: Selig Percy Amoils)는 1933년 남아프리카 공화국 요하네스버그에서 출생한 남아프리카 공화국의 남성 안과 의사, 생명공학기술자다.

## 개요
셀릭 퍼시 아모일즈는 각막과 망막 박리를 위한 진보된 저온 수술법을 개발한 공로로 영국 “Queen’s Award”를 수상하였다. 1994년에는 넬슨 만델라의 왼쪽 눈 각막 수술을 담당하였고, 1995년에는 시력교정 수술에서 쓰이는 셀릭 퍼시 아모일즈 브러시(Amoils Brush)를 개발하여 현재 전 세계 안과에서 사용중이다. 1999년에는 레이저 시력교정 수술에서 근시 퇴행이나 각막 혼탁을 제거하기 위해 미토마이신-C(Mitomycin-C)를 최초로 적용 및 연구하여 M라섹의 시작이 되었다.

## 학창 시절
대학에서 생명공학을 전공하고, Witwatersrand 의과대학에 입학하여 남아프리카 공화국 Baragwanath Hospital, 영국 Moorfields Hospital, 미국 Massachusetts Eye and Ear Infirmary에서 수련의 과정을 거쳤다.

## 각막과 망막박리를 위한 진보된 저온 수술법과 저온 탐침 개발
1962년 각막과 망막박리를 위한 진보된 저온 수술법(Cryosurgery for Cataracts and Retinal
Detachments) 개발에 성공하였고, 1965년 조직을 얼려 제거할 때 사용되는 저온 탐침(Cryoprobe)을 개발하여 과거의 수술법에서 혁신적인 변화를 일으켰다.

## 넬슨 만델라 대통령 왼쪽 눈 각막 수술
1994년 오랜 수감 생활로 안구 건조를 비롯한 각종 염증을 앓고 있었던 넬슨 만델라의 왼쪽 눈 각막 수술을 시행하였다.

## 아모일즈 브러시 개발
레이저 시력교정 수술에서 각막 상피 조직을 부드러운 형태로 벗겨내는 셀릭 퍼시 아모일즈 브러시(Amoils Brush)를 개발하였고, 시력교정 수술을 시행하는 전 세계 안과에서 사용중이다.

## 시력교정 수술법 개발
1999년 레이저를 이용한 시력교정 수술 후 각막의 자연 치유 현상 때문에 근시 퇴행이나 각막 혼탁이 발생할 수 있는데 미토마이신-C(Mitomycin-C)로 처리하여 세포의 재생을 막음으로써 해당 부작용을 줄어준다는 이론을 정립하였고, 현재 M라섹의 시작이 되었다.

## 기술 연구 개발
2008년부터 독일 남성 물리학 박사 에카르트 슈뢰더(Eckhard Schroeder), 독일 남성 의학박사 스벤 리(Sven Lee), 영국·미국·캐나다 남성 의학박사 댄 라인슈타인(Dan Reinstein)과 함께 시력교정 기술관련 공동 연구를 진행중이다.

## 수상
안과 의사, 생명공학기술자로서 혁신적인 기술을 개발한 공로로 1968년 남아프리카 공화국의 “One of the Four Outstanding Young Men”, 1975년 영국 “Queen’s Award”를 비롯하여 2006년에는 남아프리카 공화국의 대통령상인 “Order of Mapungubwe”를 수상하였다.